# (11969) Gay-Lussac
(11969) Gay-Lussac (1994 PC37) – planetoida z pasa głównego asteroid okrążająca Słońce w ciągu 4,64 lat w średniej odległości 2,78 j.a. Odkryta 10 sierpnia 1994 roku.